# Majestic (paquebot de 1890)
Pour les articles homonymes, voir Majestic.
Le Majestic est un paquebot transatlantique britannique construit dans les chantiers navals Harland and Wolff de Belfast pour la White Star Line. Sister-ship du Teutonic, il est mis en service en avril 1890 sur la ligne de Liverpool à New York. De conception moderne, il remporte le Ruban bleu l'année suivante, avant de se le faire ravir peu après par son jumeau : ils sont les derniers paquebots de la compagnie à s'engager dans la course à la vitesse.
Navire prestigieux de la compagnie, le Majestic connaît par la suite une carrière sans histoire, passant notamment neuf ans sous le commandement d'Edward Smith, capitaine emblématique de la compagnie (et futur malheureux commandant du Titanic). En 1899 et 1900, il sert à deux reprises comme transport de troupes dans le cadre de la seconde guerre des Boers. En 1902, il subit également une importante refonte qui modifie sa silhouette et le modernise. Enfin, en 1907, il fait partie des navires choisis pour inaugurer le nouveau service express de la compagnie au départ de Southampton.
Vieillissant et dépassé par les nouveaux navires de la classe Olympic, le Majestic devient navire de réserve en novembre 1911. Dès le mois de mai suivant, néanmoins, il est rappelé pour remplacer le Titanic après son naufrage. Il est finalement définitivement retiré du service en janvier 1914 et démoli durant le printemps. Conçu de concert avec l'Amirauté britannique pour pouvoir servir comme croiseur auxiliaire, et subventionné toute sa carrière en vue d'un tel usage potentiel, il ne sert donc jamais en cette qualité et rate de peu la Première Guerre mondiale.

## Histoire

### Conception et construction

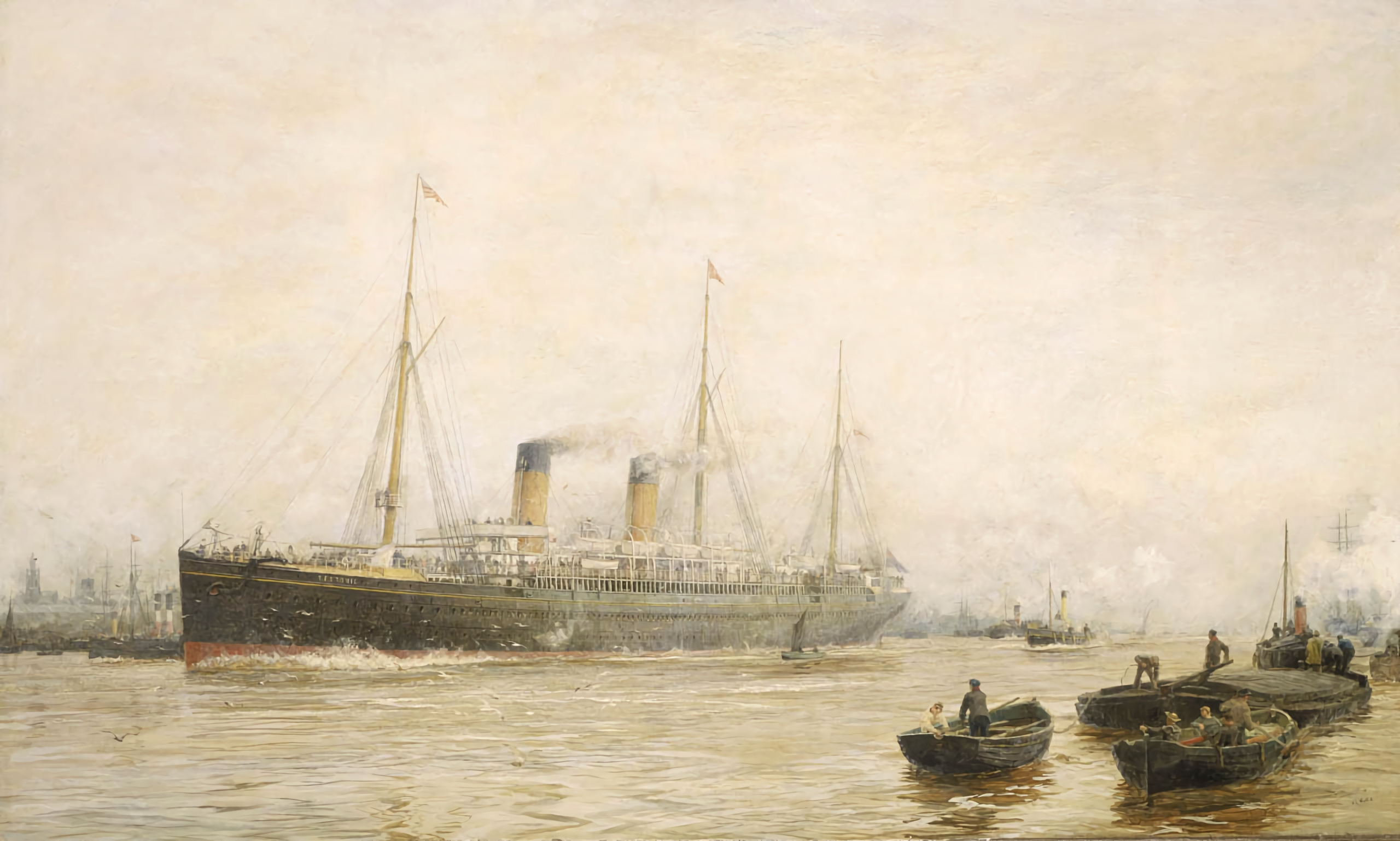
Le Teutonic précède d'un an l'arrivée du Majestic.

Au milieu des années 1880, la White Star Line prospère sur l'Atlantique Nord et consolide sa position face à sa concurrence. Elle n'a pourtant plus mis de nouveau navire sur cette ligne depuis le Germanic, en 1875 et son matériel vieillit. Néanmoins, le président de la compagnie, Thomas Henry Ismay, prépare la mise en service de deux nouveaux paquebots de prestige. Un facteur se révèle déterminant dans son plan : l'Amirauté britannique est alors à la recherche de navires marchands susceptibles d'être convertis en navires de guerre en temps de conflit, et elle envisage de négocier avec les compagnies maritimes dans ce but. Ismay est le premier à entamer les démarches, proposant de construire des navires à la pointe de la technologie, qui seront subventionnés chaque année par l'Amirauté qui pourra, en retour, les utiliser comme croiseurs auxiliaires. Le Teutonic, mis en chantier en mars 1887, est le premier de ces navires. Le même mois, un jumeau est commandé aux chantiers Harland & Wolff de Belfast : le Majestic.
Le Majestic bénéficie de l'expérience accumulée lors de la construction de son jumeau, ce qui entraîne quelques modifications dans sa conception, notamment en ce qui concerne la compartimentation de sa coque. Le paquebot est finalement lancé le 29 juin 1889, après quoi les chantiers œuvrent à la mise en place de sa machinerie, de ses cheminées, et de sa décoration intérieure. Il est finalement terminé et livré à la White Star Line le 22 mars 1889, deux ans après sa commande. Il est alors envoyé à Liverpool, son port d'attache, pour son voyage inaugural.

### Début de carrière et record de vitesse

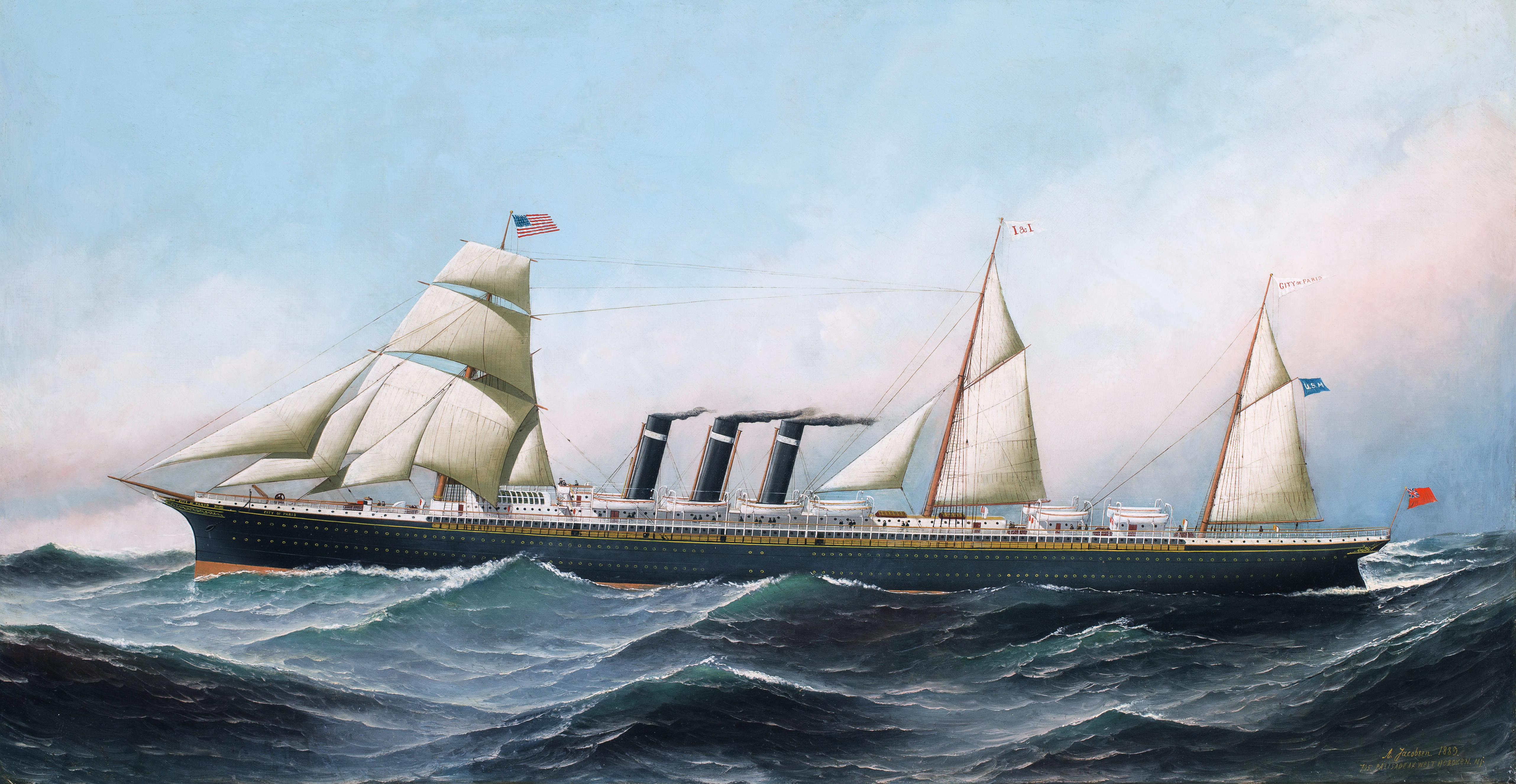
Le City of Paris est le principal concurrent du Majestic dans la course à la vitesse.

Le Majestic effectue sa traversée inaugurale entre Liverpool et New York en faisant escale à Queenstown, à partir du 2 avril 1890. Il remplace sur cette ligne le Republic, paquebot de 1872 vendu l'année précédente. Le voyage aller se termine en six jours et dix heures. Le voyage retour permet de battre un record dans ce sens avec une vitesse moyenne de 18,31 nœuds et une durée de six jours et huit heures. Cela n'est cependant pas suffisant pour remporter le Ruban bleu, encore détenu par le City of Paris de l'Inman Line. C'est finalement chose faite lors d'une traversée du 30 juillet au 5 août 1891, durant laquelle une vitesse moyenne de 20,1 nœuds permet au navire de battre le record en mettant cinq jours, dix-huit heures et huit minutes à naviguer entre Queenstown et Sandy Hook. Le record est néanmoins battu peu après par le Teutonic, qui est le tout dernier navire de la White Star Line à le détenir, la compagnie se détournant de la course à la vitesse dans les années qui suivent.
Plusieurs incidents ponctuent le début de la carrière du Majestic, en particulier le 30 juillet 1894, lorsqu'il coule ainsi la goélette de pêche Antelope au large des Grands Bancs, un des marins du voilier périssant dans le naufrage. La même année, le navire attire l'attention en se lançant dans une course sur l'Atlantique avec le City of Paris, les deux navires arrivant finalement sans avoir pu être départagés. En 1895, le navire reçoit un nouveau capitaine, Edward Smith, futur commandant du Titanic, qui reste à son bord jusqu'en 1904 (avec une courte interruption fin 1902). Le 7 août 1901, il n'est pas tenu informé lorsqu'un incendie éclate (vraisemblablement à cause de l'installation électrique) dans un de ses placards à linge : maîtrisé une première fois en apparence, il reprend et menace les cabines proches avant d'être éteint.
Cette période de la carrière du Majestic est également marquée par un bref service militaire, non pas comme croiseur auxiliaire, mais comme transport de troupes. Le paquebot est en effet chargé de faire deux voyages à destination de l'Afrique du Sud dans le cadre de la seconde guerre des Boers, le premier à partir du 13 décembre 1899, le second le 12 février 1900. La rapidité de service du paquebot vaut à la compagnie les félicitations des autorités, à un moment où l'arrivée de renforts était très attendue.

### Dernières années

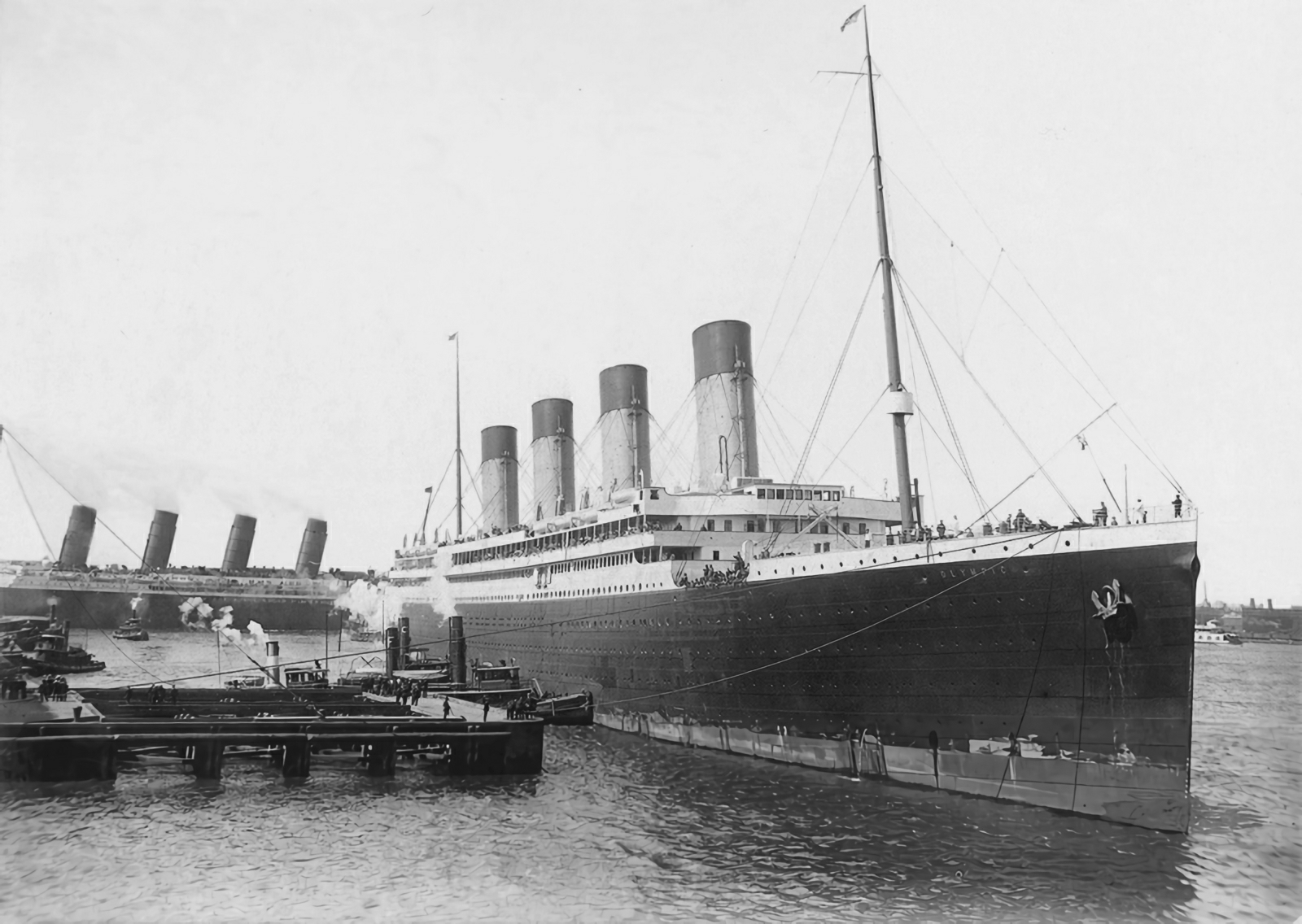
L'entrée en service des paquebots de classe Olympic devait marquer la fin du Majestic, bien que le naufrage du Titanic lui ait accordé un court sursis.

De fin 1902 au printemps 1903, le navire subit une importante refonte dans les chantiers Harland & Wolff de Belfast : il est notamment équipé de nouvelles chaudières. Sa silhouette est également fortement modifiée : ses deux cheminées sont rehaussées, son mât arrière est retiré et le mât avant déplacé, et son gaillard d'avant est allongé pour rejoindre une superstructure jusque-là isolée. L'opération accroît également le tonnage du paquebot, lui faisant dépasser les dix-mille tonneaux. Après son retour en service, le paquebot souffre de plusieurs incidents : un incendie mineur survient le 28 mai 1905 alors qu'il se trouve à Liverpool et, le 6 juillet suivant, quatre mécaniciens sont ébouillantés par une fuite de vapeur dans la salle des machines.
Malgré cela, en 1907, âgé de 17 ans, le Majestic est chargé d'inaugurer le nouveau service express de la White Star Line au départ de Southampton, en compagnie du Teutonic, de l'Oceanic et de l'Adriatic. C'est ainsi que le Majestic effectue sa première traversée sur cette ligne le 26 juin 1907. Le 31 janvier suivant, le paquebot est victime d'un nouvel incendie qui touche plusieurs cabines et son fumoir avant d'être éteint, mais le paquebot poursuit sa carrière après, bien que l'incident cause quelques retards.
En 1911, l'arrivée de l'Olympic, bien plus moderne, et celle du Titanic attendue pour l'année suivante entraînent le retrait du paquebot en novembre 1911. Mis au repos à Birkenhead, le paquebot devient navire de réserve, attendant au Bidston Dock. Ce statut prend tout son sens lorsqu'il est remis en service en mai 1912, pour remplacer le Titanic à la suite de son naufrage : la présence d'un paquebot à la réputation ancrée permet en effet de restaurer la confiance du public. La fin de carrière du navire n'est que brièvement repoussée. Le 17 octobre 1913, il s'offre une dernière heure de gloire lorsqu'il se porte au secours de l'équipage de la goélette française Garonne, en difficulté. Dès le 14 janvier suivant, cependant, le paquebot effectue sa dernière traversée.
Il est vendu pour 25 000 £ à l'entreprise de démolition Thomas Ward de Morecambe le 14 mai suivant, et démantelé dans la foulée, certains éléments de décoration étant récupérés par les démolisseurs pour décorer leurs bureaux. La démolition survient, de façon assez curieuse, à quelques mois du déclenchement de la Première Guerre mondiale, durant laquelle le paquebot aurait sans aucun doute trouvé son utilité comme croiseur auxiliaire, comme l'ont fait le Teutonic et d'autres navires de la compagnie. C'est donc par une certaine ironie que le paquebot a été financé par l'Amirauté durant ses 24 années de carrière en vue d'un service comme croiseur auxiliaire qui n'a jamais eu lieu.

## Caractéristiques

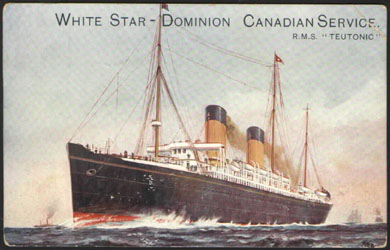
Au cours de leurs refontes respectives, le Majestic et le Teutonic se sont différenciés, le second conservant notamment ses trois mâts.

Le Majestic et son jumeau, le Teutonic, arborent des dimensions similaires, avec 177,4 m de long hors tout sur 17,6 de large, et 12 m de tirant d'eau. Avec 9 965 tonneaux de jauge brute, le Majestic est légèrement moins volumineux que son aîné ; son tonnage est néanmoins porté à 10 147 tjb à partir de 1903. Les deux jumeaux sont également les premiers navires de la compagnie à être propulsé par deux hélices, et à ne pas pouvoir porter de voiles. Le Majestic se démarque de son jumeau par l'abandon d'une compartimentation dans le sens de la longueur qui devait assurer une meilleure étanchéité au navire : cette innovation qui ne se révéla pas aussi efficace qu'attendu du point de vue de la sécurité avait surtout le défaut de rendre les températures des salles des chaudières insupportables pour ceux qui y travaillaient.
Le Majestic est équipé de machines alternatives à triple expansion pouvant atteindre une puissance de 17 000 ihp, permettant de le propulser à une vitesse moyenne de 19 nœuds, tout en assurant des pointes au-dessus des 20. Il est en effet, avec le Teutonic, le dernier navire de la compagnie construit pour atteindre des records de vitesse. Le Majestic arbore deux cheminées centrales aux couleurs de la compagnie (ocre brun surmonté de noir), qui sont rehaussées en cours de carrière pour moderniser sa silhouette, et de trois mâts dépourvus de voiles. Le mât situé le plus à l'arrière est néanmoins retiré lors de la refonte de 1902.
Le paquebot peut accueillir 300 passagers de première classe, dans des cabines pour une ou deux personnes, avec des installations richement décorées de panneaux de bois, moulages, statues et tapisseries. 190 passagers peuvent également voyager en deuxième classe, et un millier en troisième. Cette dernière propose des installations très confortables pour l'époque, avec plusieurs baignoires communes, des toilettes, et des cabines familiales, chose encore très rare pour les immigrants de l'époque. Enfin, s'il est avant tout destiné aux passagers, le Majestic est aussi conçu pour transporter 4 000 tonnes de marchandises.